# TV Tupi São Paulo
TV Tupi São Paulo foi uma emissora de televisão brasileira sediada em São Paulo, capital do estado homônimo. Operou no canal 4 VHF e era uma emissora própria e geradora da Rede Tupi. Inaugurada pelo jornalista e empresário Assis Chateaubriand em 18 de setembro de 1950, foi a primeira emissora de televisão do país e da América do Sul, a segunda da América Latina e a sexta do mundo. Pertencia aos Diários Associados, um dos mais importantes conglomerados de mídia da época, do qual faziam parte vários jornais, revistas e rádios. Durante maior parte de sua existência, operou a programação de rede juntamente à TV Tupi Rio de Janeiro. Devido a seu histórico de problemas administrativos e financeiros, além de atrasos nos pagamentos e greves de seus funcionários, teve sua concessão cassada, juntamente com outras filiais, em julho de 1980.

## História

### Antecedentes
Em 1949, os Diários Associados iniciaram a expectativa para a montagem de uma emissora de televisão na cidade de São Paulo. A direção técnica do projeto ficou a cargo de Mário Alderighi, com a assistência de Jorge Edo, que viajaram aos Estados Unidos para conhecer a estrutura de um canal de TV junto aos técnicos da RCA. Já Dermival Costa Lima foi convidado a ser o diretor artístico da futura emissora, tendo como assistente Cassiano Gabus Mendes. No mesmo ano, Chateaubriand demarcava o terreno da Rádio Difusora, localizado no bairro paulistano do Sumaré para a construção de seus estúdios.

### Preparação
No final de junho de 1950, técnicos da RCA e das Emissoras Associadas estavam finalizando o processo de instalação dos estúdios nos edifícios do Sumaré e do Banespa. Também foram encomendados os últimos retoques nos equipamentos utilizados na emissora.(p63-64) Segundo o calendário da Igreja Católica, 1950 foi considerado um “ano santo” e diversas atividades foram realizadas nesse período. Coincidindo com o ocorrido, as Indústrias Alimentícias Carlos de Britto S/A tinham acabado de completar 50 anos e, para coincidir com essas duas ocasiões especiais, Chateaubriand trouxe ao Brasil o cantor religioso mexicano Frei José Mojica, para se apresentar ao vivo na Rádio Tupi São Paulo, Rádio Tupi Rio de Janeiro e Rádio Farroupilha (Porto Alegre) - todas Associadas.(p167) Mojica foi posteriormente convidado para atuar nas transmissões experimentais da TV Tupi de São Paulo, cujo primeiro teste foi realizado em 4 de julho de 1950, com equipamentos trazidos da unidade móvel e do estúdio do Sumaré. A transmissão experimental com a atuação de Mojica foi vista em dois monitores totalizando cerca de 600 telespectadores.(p169)
Tal experimento teve início às 22h daquela noite iniciando com um padrão de teste da RCA seguido de uma placa estática de um indígena, símbolo da emissora, com a inscrição "PRG-3 - TV Tupi" e o início do programa por Homero Silva, Yara Lins e Walter Forster, anunciando a primeira transmissão, e a aparição de José Mujica.(p170) A televisão brasileira começou a se tornar numa realidade, embora tais emissões eram ainda feitas em circuito fechado.(p171) Segundo Lima Duarte, Mojica provavelmente cantou a música "Júrame", seu maior sucesso em sua fase secular, porém, tal música não constava do repertório. Não se sabe se Mojica cantou a música ao vivo, criando assim uma lenda urbana. A primeira noite de testes no sistema de circuito fechado teve ótima qualidade de imagem e correspondeu ao que o Diário de São Paulo chamou de "o maior acontecimento do broadcasting bandeirante".(p175-176)
A primeira transmissão em sinal aberto, no canal 3 (ou TV-3), ocorreu em 24 de julho de 1950 – oito dias depois que a XHTV da Cidade do México fez o mesmo. Os primeiros testes utilizados tiveram o padrão de teste da cabeça de índio da RCA, que acabaria sendo utilizado por outras emissoras no Brasil, inclusive aquelas que não contavam com apoios da RCA para seus equipamentos. Esse padrão seria utilizado durante toda a operação da televisão monocromática no Brasil.(p195-197) Tal experimento durou 23 dias.(p197) Outro desafio técnico foi a possibilidade de receber seu sinal em Jundiaí e em Campinas, no interior de São Paulo.(p197-198)
A programação experimental no sinal terrestre teve início em 16 de agosto de 1950, com exibição das 17h às 19h.(p200) Da grade constavam materiais filmados produzidos pelos Diários Associados, inclusive atuações musicais, com duração de entre três a cinco minutos, documentários sobre temas diversos, inclusive futebol, vida na capital paulista e lugares históricos, e desenhos animados sem legenda em português. Um cronista do Correio Paulistano disse que o Brasil estava "assistindo à alvorada da era da televisão".(p203)

### Inauguração
A 5 de agosto de 1950, foi determinada que a emissora paulista (PRF-3) operaria no canal 3 da banda VHF sob o novo indicativo PRF3-TV. O número 3 não tinha relação com a frequência do canal e já existia no indicativo da emissora de rádio a ela associada.(p109) Quanto ao nome da emissora, o nome "Tupi" era secundário, pois o nome favorecido era PRF-3 e igualmente TV-3. Posteriormente, o canal também passou a ser conhecido como TV Tupi-Difusora, em referência às duas rádios do grupo. O nome "Tupi" surgiu de um desejo que Assis Cheateaubriand tinha há anos, de usar nomes nativos brasileiros (tupis-guiaranis) para representar as raízes da cultura brasileira.(p109)
Quase dois anos depois da experiência pioneira de Olavo Bastos Freire, Assis Chateaubriand, o Chatô, presidente dos Diários Associados, e alguns radialistas escolhidos treinaram e decidiram se aventurar no mundo da televisão. Foi então que em 18 de setembro de 1950, com equipamentos trazidos do Porto de Santos, era inaugurada exatamente às 22h00, a PRF-3, que logo ganharia o nome TV Tupi-Difusora. Os estúdios eram pequenos, o equipamento precário, mas o nascimento da emissora foi solene. Chateaubriand presidiu a cerimônia que contou com a participação de um cantor mexicano, Frei José Mojica, que entoou "A canção da TV", hino composto pelo poeta Guilherme de Almeida, que contou também com a atriz Lolita Rodrigues, especialmente para a ocasião. Um balé de Lia Marques e declamação da poetisa Rosalina Coelho, nomeada madrinha do "moderno equipamento" fizeram parte do show. A jovem atriz Yara Lins foi convocada especialmente para dizer o prefixo da emissora — PRF-3 — e o de uma série de rádios que transmitiam em cadeia o acontecimento. A seguir entrou a programação na tela dos cinco aparelhos instalados no saguão do prédio dos Diários Associados.
Foi fundada em 18 de setembro de 1950 por Assis Chateaubriand, sendo a única emissora de televisão em todo o Brasil até o início de 1951, quando foi inaugurada a TV Tupi Rio de Janeiro, outra emissora própria dos Diários Associados. O monopólio como única emissora de São Paulo foi quebrado em 1952 com a inauguração da TV Paulista, canal 5 VHF.
Nos dias seguintes, a emissora enfrentou outro problema: conseguir conteúdo para preencher a programação. Tal necessidade surgiu nas horas seguintes à transmissão inaugural. A partir de 19 de setembro, a programação seria preenchida por filmes e documentários educativos, além de desenhos animados sem tradução, e conteúdos preparados para a fase experimental. Cassiano Gabus Mendes inventou o bordão "de noite tem", representando que o conteúdo seria exibido no período noturno.(p235) Somente a partir de 27 de setembro o Diário da Noite divulgaria a grade de programação.(p236) Daqui para a frente, a programação produzida pela TV Tupi iria aparecendo gradativamente. Apenas o primeiro programa do dia tinha horário de início fixo (20h). Os restantes programas ainda tinham horários de início incertos, o que significa que em tais situações, o padrão de teste ou os filmes tapa-buraco ocupariam seu lugar.(p237)
O primeiro telejornal, Imagens do Dia, em formato de cinejornal, foi ao ar em 28 de setembro de 1950. Suas primeiras edições davam especial atenção às eleições presidenciais que se aproximavam, que acabariam sendo vencidas por Getúlio Vargas, que voltaria à presidência. Muitas vezes, depois do jornal, eram exibidos desenhos animados: Pica-Pau e Andy Panda, ambas criações de Walter Lantz. O primeiro filme exibido fora Perseguição Trágica (Caccia Tragica), produção italiana de 1947, no dia 24 de setembro - com isso os domingos foram dedicados a longas-metragens e as segundas-feiras eram dias de folga. Os filmes eram exibidos em seu idioma original, mas poucos deles tinham legendas. Em segunda instância, foram encomendadas dublagens vindas de Portugal.(p241)
No início de 1952, já existiam três emissoras de televisão licenciadas em São Paulo. Na época, a TV Tupi era a única emissora em funcionamento. A TV Record já estava em fase de construção e a TV Excelsior ainda era um projeto. Foi sugerido um novo plano de frequências, onde São Paulo, ao invés de ter seis vagas para emissoras de televisão (3, 5, 7, 9, 11 e 13), passaria a ter sete (2, 4, 5, 7, 9, 11 e 13), deslocando o canal 3 para prevenir interferências.(p351) Foi necessário adquirir uma série de equipamentos para garantir a transmissão frequência dada à TV Gazeta, que inicialmente estava programada para transmitir no canal 2. Porém, atrasos e questões burocráticas atrasaram o lançamento. posteriormente (no final das contas, a emissora foi lançada no canal 11 em 1970).(p352-353) Consequentemente, o canal 2 foi cedido à TV Cultura, que na época era propriedade dos Diários Associados.(p353)

### Anos 60 e 70
A Tupi SP operou no canal 3 até 1960, quando deixou o canal após interferências de sinal com a TV Cultura, passando a operar no canal 4 com os prefixos ZYE 439 (1970-1977) e ZYB 855 (1977-1980) até seu fechamento, em 18 de julho de 1980, quando a Tupi SP e mais seis concessões da Rede Tupi foram cassadas.
As obras do novo transmissor de televisão do Sumaré construído para acomodar os canais 2 e 4 começaram ainda em 1959(p357-359) e o primeiro teste de transmissão na nova frequência foi realizado em 4 de julho de 1960. A transmissão ocorreu em dois períodos, e não seria exibida no canal 3 afim de evitar interferências.(p361) A partir de 16 de julho, a emissora iniciou um processo gradual de mudança do antigo transmissor do Banespa (canal 3) para o novo de Sumaré (canal 4). A emissora mudou para o canal 4 no dia 1º de agosto. Um dos slogans da mudança de frequência foi "Troque 3 x 4 e tenha satisfações a 3 x 4".(p363) Dias depois do desligamento da antiga frequência, o antigo transmissor foi entregue ao canal 2.(p364)
Desde 1950, o terreno entre as ruas Piracicaba, Catalão, Travessa Xangô e Avenida Alfonso Bovero eram ocupadas pelo Palácio do Rádio, um pequeno complexo de estúdios de rádio e TV, pertencentes ao grupo Diários Associados. Em 1959, o prédio da Rádio Difusora que ficava no local do atual edifício foi demolido para dar lugar as obras do Edifício-Sede das Emissoras Associadas, na Avenida Professor Alfonso Bovero, 52, no bairro paulistano do Sumaré. O edifício foi inaugurado em setembro de 1960.
Na década de 1970, a emissora passou a investir pesado na produção de novelas, utilizando os estúdios já existentes no Sumaré, gravando nas ruas do bairro e inaugurando um estúdio exclusivo para gravação de novelas em 1975, utilizando o espaço de um antigo clube de dança na Galeria Espiral, na Avenida Brigadeiro Luís Antônio, 1564, bairro da Bela Vista.
Em 1978, ocorre um incêndio no controle-mestre da emissora durante a madrugada, cerca de 30 minutos após a emissora sair do ar. O incêndio destrói o master e os switchers de gravação dos quatro estúdios localizados no prédio da Rua Piracicaba. O prejuízo foi calculado em cerca de 30 milhões de cruzeiros, porém a emissora retornou ao ar no dia seguinte utilizando uma unidade-móvel colorida para gerar suas transmissões.

### Fechamento
Em 2 de maio de 1980, às 16h21, a TV Tupi de São Paulo parou de gerar programação e passou a retransmitir integralmente o que era gerado pela emissora do Rio de Janeiro devido à paralisação de cerca de dois terços dos 968 funcionários da emissora paulista. A greve teve início após a emissão de cheques sem fundo para pagamento dos salários atrasados, constatada no mesmo dia. Dois meses depois, em 14 de julho, a estação foi retirada do ar pela última vez após 29 anos e dez meses, devido a uma decisão da diretoria.
Em 17 de julho a matriz paulistana e mais seis emissoras da rede tiveram suas concessões declarada peremptas pelo governo federal. Por volta das 11h de 18 de julho, três engenheiros do DENTEL e quatro agentes da Polícia Federal chegaram ao edifício-sede das Emissoras Associadas em São Paulo para retirar os cristais e lacrar os transmissores da TV Tupi, que já estavam fora de operação. O mesmo processo ocorreu nas capitais onde as emissoras filiais foram declaradas peremptas pelo governo.

### Posteriormente
As concessões das sete emissoras associadas, que pertenciam aos Diários Associados, foram devolvidas ao Ministério das Comunicações, que divulga, em 23 de julho, os termos do edital para concorrência pública em cada cidade. Em São Paulo, tiveram interesse os empresários Victor Civita, então presidente do Grupo Abril, Silvio Santos e Paulo Machado de Carvalho, que participaram da licitação em conjunto. Além disso, os ex-funcionários da Tupi na capital paulista enviam um ofício ao ministro da Comunicação Social Said Farhat, exigindo a execução imediata das dívidas da empresa, pedindo também um possível arreto dos bens dos membros do Condomínio Acionário. Esta medida evitaria o desvio dos equipamentos e do patrimônio da emissora.
Em 19 de março de 1981, foi anunciado pelo então ministro Haroldo Corrêa de Mattos que os empresários Silvio Santos e Adolpho Bloch eram os vencedores da licitação. Silvio já tinha sua própria emissora na cidade do Rio de Janeiro, a TVS, e ganhou as concessões de São Paulo, de Belém e de Porto Alegre, que, além da antiga TV Continental, integrariam o Sistema Brasileiro de Televisão no mesmo ano, enquanto Bloch ganhou as do Rio de Janeiro, de Belo Horizonte, de Fortaleza e de Recife, além da concessão da extinta TV Excelsior de São Paulo, inaugurando a Rede Manchete em 1983.
Em São Paulo, a Torre Assis Chateaubriand, localizada ao lado da antiga sede da Tupi, que teve sua construção iniciada em 1979 pela própria emissora, foi concluída em 1982 pelo SBT, utilizando-a até os dias atuais para transmitir seu sinal. Em 1985, o Grupo Abril passou a ser proprietário das instalações do antigo prédio da Tupi. Em 1989, o grupo inicia suas atividades no ramo da radiodifusão com a criação da TV Abril, que um ano depois serviu para começar a operar a MTV Brasil.